# The Responder
The Responder est une série télévisée britannique en cinq épisodes de 60 minutes créée et écrite par Tony Schumacher, un ancien officier de police. La série est diffusée pour la première fois sur BBC One à partir du 24 janvier 2022.
En France, la série est diffusée à partir du 9 mai 2022 sur Canal+ et MyCanal.

## Synopsis
Chris Carson est policier au commissariat de Liverpool. Rétrogradé de son poste d'inspecteur, il enchaîne les patrouilles de nuit. Tourmenté par son passé et ses propres démons, il tente de faire le bien malgré ses colères et ses compromis moraux. Sa nouvelle coéquipière, Rachel, une jeune recrue idéaliste, découvre avec lui la dure réalité du métier. Entre tensions, corruption et vie personnelle chaotique, Chris lutte pour ne pas sombrer.

## Distribution
- Martin Freeman (VF : Julien Sibre) : Chris Carson
- Adelayo Adedayo : Rachel Hargreaves
- Warren Brown : Raymond Mullen
- MyAnna Buring (VF : Pamela Ravassard) : Kate Carson
- Emily Fairn (VF : Jessie Lambotte) : Casey
- Josh Finan (VF : Grégory Quidel) : Marco
- Philip Shaun McGuinness (VF : Rémi Gutton) : Ian, homme de main de Carl
- Mark Womack : Barry, homme de main de Carl
- Ian Hart : Carl Sweeney, un trafiquant de drogue
- Rita Tushingham (VF : Colette Venhard) : June Carson, la mère de Chris
- Bernard Hill : Tom Carson, le père de Chris

 Source et légende : version française (VF) sur RS Doublage

## Production

### Développement
La série s'inspire de l'expérience réelle de son créateur, Tony Schumacher, ancien policier ayant multiplié les patrouilles nocturnes dans les rues de Liverpool. S'appuyant sur son vécu pour écrire les scénarios, il décrit le personnage principal, Chris Carson, interprété par Martin Freeman, comme ayant « beaucoup à voir » avec lui, notamment à travers les difficultés qu'il a rencontrées dans la police. Toutefois, il précise que l'intrigue reste entièrement fictive,.

## Épisodes

### Première saison (2022)
1. Épisode 1
2. Épisode 2
3. Épisode 3
4. Épisode 4
5. Épisode 5

### Deuxième saison (2024)
Fin mars 2022, la série est renouvelée pour une deuxième saison, composée de cinq épisodes. Elle est diffusée sur BBC One à partir du 5 mai 2024, le jour même du décès de l'acteur Bernard Hill, qui jouait le rôle récurrent du père de Chris, Tom Carson.
En France, elle est diffusée à partir du 22 juillet 2024 sur Canal+.
1. Épisode 1
2. Épisode 2
3. Épisode 3
4. Épisode 4
5. Épisode 5